# Hôtel de Soissons
Hôtel de Soissons byl palác v Paříži, který nechala postavit v 16. století královna Kateřina Medicejská. Byl pojmenován po hraběti ze Soissons (bratranci krále Jindřicha IV.), který byl jedním z majitelů. Palác byl zbořen v 18. století a na jeho místě posléze vznikla dnešní budova Komoditní burzy v Paříži.

## Historie
Původně se zde nacházel palác, který na počátku 13. století vlastnil Jan II. Nesle. Protože neměl dědice, připadly jeho nemovitosti v roce 1232 králi Ludvíkovi IX., který dal palác své matce Blance Kastilské jako sídlo. Po ní palác zdědil Filip IV. Sličný a v roce 1296 jej nabídl svému bratrovi Karlu z Valois (1270-1325). Palác poté přešel na jeho syna, Filipa z Valois, který jej daroval českému králi Janu Lucemburskému.
Jeho dcera Jitka Lucemburská získala palác v roce 1327. Sňatkem s princem Janem z Normandie, budoucím králem Janem II. přešel palác opět do majetku francouzských králů. Jejich syn Karel V. palác v roce 1354 věnoval hraběti Amadeovi VI. Savojskému. Pak patřil Ludvíkovi I. Neapolskému, druhému synovi krále Jana II. Jeho vdova Marie de Châtillon (1345-1404) prodala palác v roce 1388 Karlovi VI., který ho dal budoucímu králi Ludvíkovi XII.
Na naléhání zpovědníka Karla VIII. nechal král vytvořit v roce 1498 v části paláce dívčí klášter, zatímco zbytek budovy byl rozdělen mezi francouzského konetabla a orleánské kancléřství.

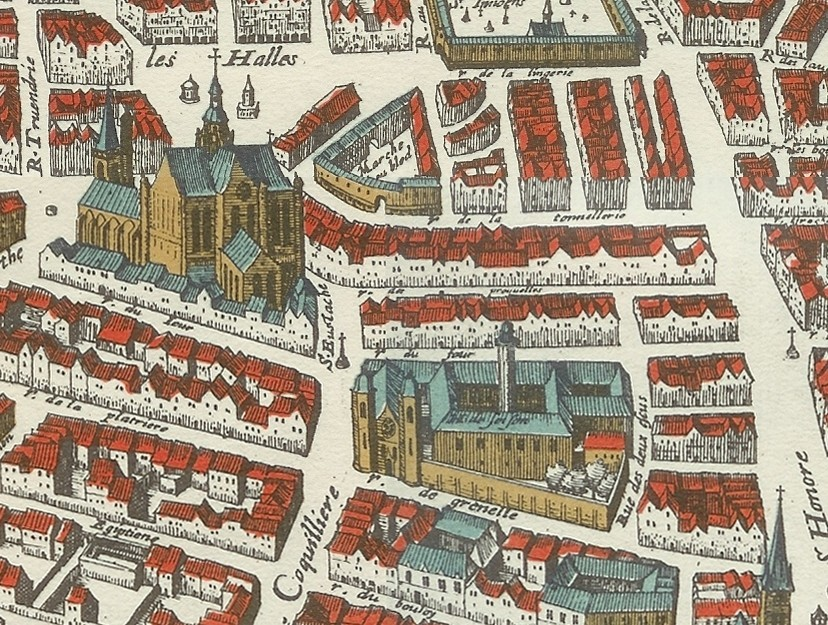
Palác i se sloupem na Merianově mapě z roku 1615

V roce 1572 Kateřina Medicejská opustila Tuilerijský palác a přesídlila do paláce nazývaného Albret, který nechala postupně přebudovat. Skoupila okolo stojí stavby a začlenila je do paláce. Získala zpět i dívčí klášter výměnou za klášter Saint-Magloire v ulici Rue Saint-Denis. Celý projekt řídil architekt Jean Bullant od roku 1572 až do své smrti v roce 1578. Palác se skládal z několika staveb. Součástí byl i tzv. Medicejský sloup z roku 1574, který je dnes jediným pozůstatkem paláce. V roce 1589 po smrti Kateřiny Medicejské a atentátu na Jindřicha I. de Guise v paláci bydlela jeho vdova Anne d'Este.
V roce 1601 získala palác Kateřina Bourbonská (1559-1604), sestra Jindřicha IV. Po její smrti palác získal Karel Bourbonský, hrabě ze Soissons, který mu dal své jméno. Když v roce 1612 zemřel, jeho vdova Anne Montafi, hraběnka ze Soissons přikoupila okolní nemovitosti a nechala palác přestavět do jeho konečné velikosti. Ten pak přešel na její dceru Marii Bourbon-Condé, manželku Tomáše Františka Savojského. Jejich syn Emmanuel Filibert palác zdědil a po něm v roce 1718 jeho nástupce Viktor Amadeus Savojský.
Ten nechal v zahradách paláce v roce 1720 zřídit domky pro finanční spekulanty, předchůdce Pařížské burzy. Po bankrotu byl nucen majetek v roce 1740 prodat. Nemovitosti koupil pařížský prévôt a budovy byly strženy v roce 1748. Medicejský sloup byl prodán samostatně a koupil ho spisovatel Louis de Petit Bachaumont, který jej později věnoval městu Paříži.
Uvolněný pozemek byl v roce 1760 použit na stavbu Obilní burzy. Ta byla v roce 1889 nahrazena budovou Komoditní burzy, která zde stojí dodnes.